# اسکوردیسکی

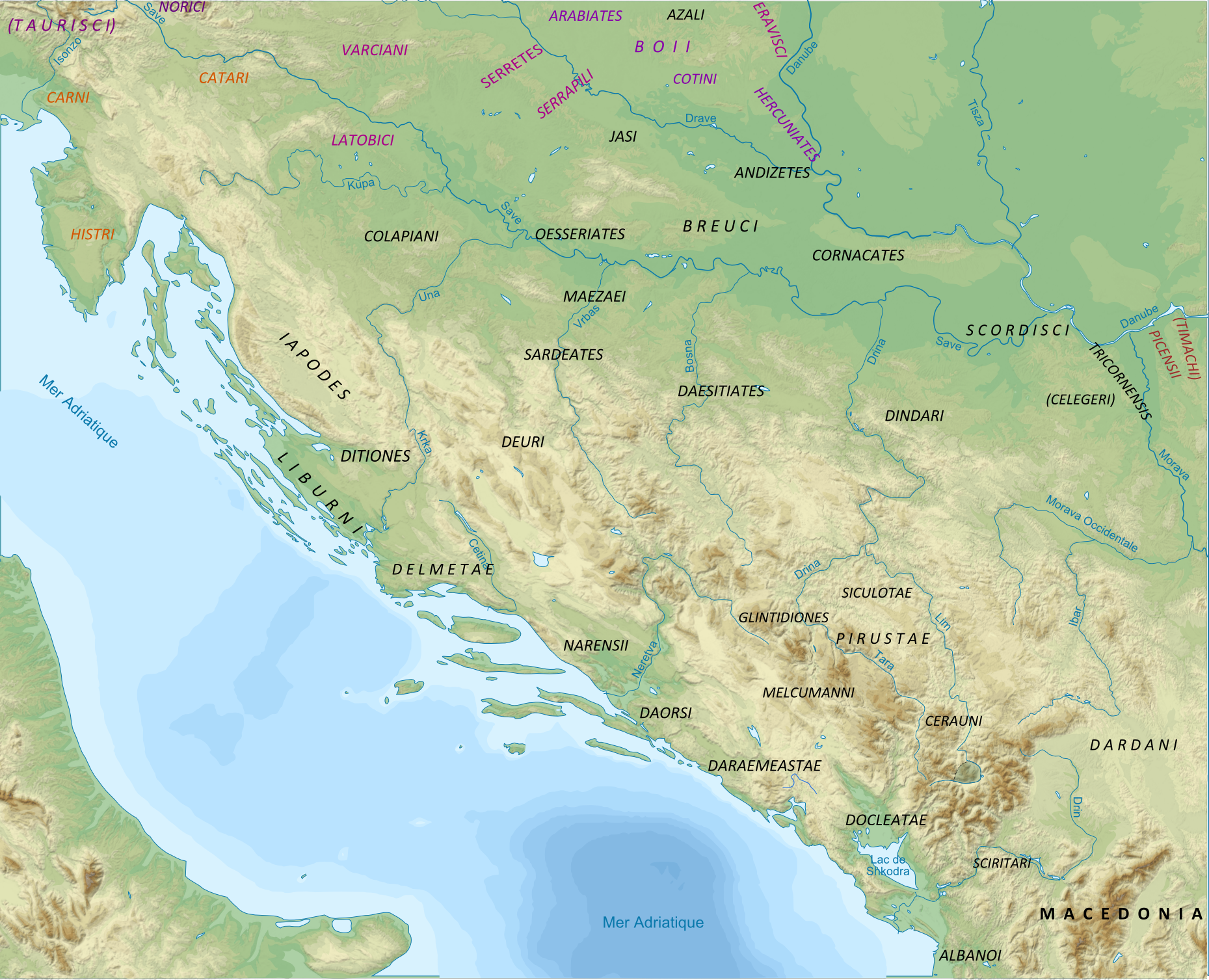
قبیله اسکوردیسکی واقع در شمال شرقی نقشه سال ۵۰ قبل از میلاد.

اسکوردیسکی‌ها (به یونانی: Σκορδίσκοι) یک گروه یا قبیله در عصر آهن با فرهنگ سلتی بودند که در قلمرو صربستان امروزی، در محل تلاقی رودخانه‌های ساووس (ساوا)، دراووس (دراوا)، مارگوس (موراوا) و دانوب متمرکز بودند. آنها از ابتدای قرن سوم قبل از میلاد تا آغاز دوره گسترش روم از نظر تاریخی قابل توجه بودند و در یک دولت قبیله ای زندگی می‌کردند. در اوج خود، قلمرو اصلی آنها بر روی مناطقی شامل بخش‌هایی از صربستان، کرواسی، بلغارستان و رومانی کنونی گسترده شد، در حالی که نفوذ سیاسی و اقتصادی آنها حتی بیشتر گسترش یافت. پس از پیروزی رومیان در قرن اول پس از میلاد، قلمروهای آنها به استانهای رومی پانونیا، موئسیا و داچیا تقسیم شد.

## اصالت و تعلق

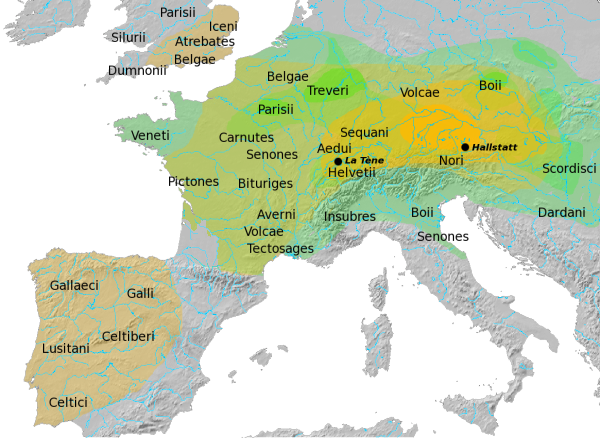
نقشه کلی فرهنگ‌های هالشتات (زرد) و لاتن (سبز). برگرفته از اطلس دنیای سلت‌ها، اثر جان هی‌وود؛ لندن: انتشارات تیمز اند هادسون، ۲۰۰۱، صفحات ۳۰ تا ۳۷.

اسکوردیسکی‌ها مردمانی سلتی‌تبار بودند که پس از حمله گال‌ها به بالکان، یا بهتر بگوییم «آفرینش سیاسی سلتی» که با تراکیایی‌ها و ایلیری‌های محلی مخلوط شده و تشکیل یافتند. نام قبیله ای آنها ممکن است به اسکوردوس (Scordus)، کوه شار مرتبط باشد. نام‌های اشخاص متعاقباً در میان این قبایل ایلیری شده بودند که می‌تواند ناشی از نفوذ فرهنگی از پانونیای جنوبی و دالماتیای شمالی بوده باشد.
بر اساس شواهد علمی، سکونتگاه‌های اسکوردیسکی در شرق رودخانه موراوا تراکیایی شده بودند.
در بخش‌هایی از موئسیا (شمال شرقی صربستان مرکزی) اسکوردیسکی‌ها و تراکیایی‌ها در کنار یکدیگر زندگی می‌کردند، که این موضوع در یافته‌های باستان‌شناسی گودال‌ها و گنجینه‌ها، از قرن سوم قبل از میلاد تا قرن اول پیش از میلاد، مشهود است.
جمعیت گوناگونی از مردم اسکوردیسکی در طول زمان‌های مختلف در ایلیریا، تراکیه و داچیا یافت می‌شد، گاهی اوقات به بیش از یک گروه مانند اسکوردیسکی‌های غالب جمعیت و اسکوردیسکی‌های اقلیت تقسیم می‌شوند. یافته‌های گسترده‌ای از نوع فرهنگ لا تن، از تولیدات و صنایع محلی، در پانونیا و همچنین شمال موئسیای اولیا، مشاهده می‌شود که گواه سکونتگاه‌های متمرکز سلتی و تماس‌های فرهنگی است. با این حال، چنین یافته‌هایی در جنوب رودخانه ساوا کمیاب است.
پترسون و همکارانش در سال ۲۰۲۲ یک نمونه مربوط به فرهنگ لا تن در اواخر سال ۱۵۰ تا ۵۰ قبل از میلاد از یک مرد بالغ ۲۵ تا ۳۵ ساله از قبری که حاوی اسلحه و اسکلت سگ در شهر امروزی اوسییک، کرواسی بود، تجزیه و تحلیل کردند. او حاوی هاپلوگروه Y-DNA R1b-V88 (> R-BY17643[10]) و هاپلوگروه mtDNA J1c12 بود. در یک مدل ترکیبی سه طرفه، او تقریباً ۵۳٫۵٪ کشاورزان اروپایی اولیه، ۳۸٫۳٪ گله‌داران استپ غربی و ۸٫۲٪ نسب مرتبط با مردمان شکارچی-گردآورنده غربی داشت.